# Шиболет
Шиболе́т, шибо́лет (івр. שיבולת, дос. «колос», рідше «течія») — біблійний вислів, у переносному сенсі вживається для означення характерної мовної особливості, яка дозволяє ідентифікувати групу людей (зокрема, етнічну); своєрідний «мовний пароль», за яким можна розпізнати, що мова, якою розмовляє людина, є для неї нерідною.
Цей біблеїзм став лінгвістичним терміном у семіотиці, груповим паролем в інформаційних технологіях тощо. Американський економіст Пол Семюельсон (1915—2009), лауреат Нобелівської премії з економіки (1970), у своїх роботах використовував термін «шиболет» на позначення ідеї, для якої «засіб стає метою, а буква закону переважає дух закону».

## Походження
Це слово згадується в біблійній Книзі Суддів (гл. 12) в оповіданні про давню міжусобицю: за допомогою цього слова впізнавали єфремлян (єфраїмлян), які не могли його правильно вимовити, адже для них був рідним інший діалект давньоєврейської мови.

Один із суддів ізраїльських, Їфтах (прибл. 1370—1070 рр. до н. е.), разом із жителями Галааду (Гілеаду) воював з єфремлянами (Аммоновими синами) та переміг їх. Після перемоги він наказав зайняти всі переправи через Йордан, щоб перешкодити переможеним потрапити на свої території та змішатися з цивільним населенням:
На відміну від галаадського (гілеадського), в єфремлянському діалекті єврейської мови звуку «ш» не було, тому носії єфремлянського діалекту не могли «правильно» (твердо) вимовляти слова з цим звуком (ср. Мт. 26:73). Дослівно «шиболет» означає «потік води» (як в Пс. 68:3-16), а «сібболет» — «тягар». Вибір слова насправді був не випадковим: людині не просто пропонували вимовити одне слово, а просили сказати фразу: «Нехай я перейду потік води», органічною частиною якої було слово «шиболет». Людина, думаючи, що її просять сказати «чарівну фразу», певний код, не зосереджувався на вимові конкретного слова, яке окремо, можливо, було б вимовлено правильно.
У своїй книзі «Соціолінгвістика» Р. Белл пише, що Їфтаха, таким чином, можна вважати одним з перших соціолінгвістів-експериментаторів.
Християни різних часів бачать у цій історії пророчий зміст: ніхто не може увійти в Землю Обітовану, якщо не вимовить «шиболет». Іншими словами, ніхто не пройде крізь небесну браму, не визнавши Ісуса Господом.

### Переклади Біблії
У церковнослов'янському перекладі Біблії слово «шиболет» відсутнє та перекладено словом  «клас'» , що означає «колос». Церковнослов'янський переклад робили з грецької Септуагінти, а оскільки в грецькій немає різниці між «ш» та «с», було використано грецьке слово «сінтема», тобто «умовний знак».
У Вульгаті ця різниця була передана: «…interrogabant eum dic ergo sebboleth quod interpretatur spica qui respondebat tebboleth».

## У літературі

### В англійській
В англійській мові слово shibboleth відоме з 1638 року. Слід зазначити, що це слово набуло багато додаткових значень:
- а) бібл. шиболет; б) важке для вимови слово, за яким ідентифікують іноземця; особливість вимови, яка видає походження людини; в) особливість поведінки, зовнішнього виду, мови тощо, яка дозволяє визначити приналежність людини до певного суспільного прошарку або касти; 2) таємний пароль (будь-якої секти, чи організації); 3) пережиток минулого, забобон[7];
- а) прикмета для впізнання; б) таємний пароль; в) (несхвально) популярне слівце, шаблонне гасло; г) (несхвально) (характерний) забобон; традиційне упередження; д) амер. модне слівце, яке використовується серед певного кола людей; е) ~ амер. особливість вимови, манера одягатися, звички, властиві певному колу людей; ж) застаріле повір'я.

В епізоді 13 роману «Улісс» Джеймса Джойса головний персонаж Леопольд Блум «нерозбірливо бурмоче Єфраїмівський пароль»: «Шитброліт». Український переклад Олександра Тереха й Олександра Мокровольського не обігрує оригінальне слово Джойса — «shitbroleeth» (англ. shit — лайно).

## «Шиболет» у світовій історії
Шиболет використовували різні субкультури в усьому світі в різний час. Регіональні відмінності, рівень досвіду та методи комп'ютерного кодування — це кілька форм, які набули шиболети.
На Сицилії існує анекдот, як під час повстання Сицилійської вечірні 1282 року острів'яни вбили французьких окупантів, яких викрили через те, що вони не змогли правильно вимовити сицилійське слово ciciri (нут).
Під час Битви біля Куртре (1302) фламандці розпізнавали французів за їх нездатністю вимовити «Schild ende Vriend» (Щит та друг).
Прикладом використання шиболета в історії Польщі можуть бути слова, які важко вимовляти іноземцям: «soczewica» («сочевиця»), «koło» («колесо»), «młyn» («млин») тощо. За їхньою допомогою 1312 року після придушення повстання війта Альберта поляки виявляли німців-заколотників.
Під час фризького повстання (1515—1523) використовувалася фраза «Bûter, brea, en griene tsiis; wa't dat net sizze kin, is gjin oprjochte Fries» (Масло, житній хліб та зелений сир — хто не може це вимовити, не справжній фриз). Кораблі, з борту яких не могли це вимовити, не пускали в порт і захоплювали.
Під час Другої світової війни голландці використали назву міста Схевенінген (Scheveningen), оскільки вони, на відміну від німців, вимовляють «Сх», а не «Ш»; данці відрізняли німців за вимовою «rødgrød med fløde»; американці на тихоокеанському фронті використовували слово «lollapalooza», оскільки носії японської мови часто вимовляють «л» як «р»; фіни ловили росіян на вимові «Höyryjyrä».
У часи німецько-радянської війни радянські солдати відзрізняли переодягнених у радянську форму розвідників за словом «дорога», яке німці вимовляли як «тарок».
Під час російського вторгнення в Україну в 2022 році мовним паролем українців стало слово «паляниця». Попри видиму простоту слова, людина, що звикла до фонетики російської мови (де немає м'якого звука ц, а звук л зубний, а не альвеолярний), вимовляє його з помітним для українського вуха акцентом (зазвичай вимовляючи схоже на «пальані́тса»). Невимовність слова «паляниця» для російськомовних ще в 1918 році обігравала в однойменному фейлетоні харківська газета «Возрождение».
Окрім паляниці РНБО радила виявляти неносіїв мови з ДРГ за вимовою й інших слів: молодиця, світлиця, нісенітниця, веселка, філіжанка, вештатися, духмяний, непереливки, кмітливий, пуцьвірінок, обценьки, теревенити, телепень.

## У назвах творів
- Жак Дерріда  «Шиболет — для Пауля Целана»
- Дж. Р. Р. Толкін «З Шиболет Феанор» (From The Shibboleth of Feanor): нотатки про зміну вимови першого звуку імені Феанор з «th» на «s».
- Альберт Зеліченок  Скажи «Шиболет»  (лауреат премії «Малий Зілантов»).